# Rio Chişlic
O Rio Chişlic é um rio da Romênia, afluente do Rio Pârâul Drugii, localizado no distrito de Covasna.